# Jeff Beck
Pour les articles homonymes, voir Beck.
Ne pas confondre avec l'auteur-compositeur-interprète et musicien Beck.
Geoffrey Beck, dit Jeff Beck, est un guitariste de rock britannique, né le 24 juin 1944 à Wallington (Grand Londres) et mort le 10 janvier 2023 dans le Sussex de l'Est.
Il est l’un des guitaristes les plus marquants, avec Eric Clapton et Jimmy Page, à avoir joué dans le groupe The Yardbirds dans les années 1960. Il a été classé 5e meilleur guitariste de tous les temps par le magazine Rolling Stone. La chaîne MSNBC l'a ainsi décrit comme « un guitariste pour guitaristes », et Rolling Stone comme « l'un des guitaristes solistes les plus influents dans le rock ».
Les enregistrements de Jeff Beck touchent principalement aux genres du blues rock, du hard rock, du jazz fusion ou encore de l'electronica. Beck gagne huit Grammy awards au cours de sa carrière et connait sa période d'apogée musicale dans le milieu des années 1970, en solo.
Jeff Beck figure deux fois au Rock and Roll Hall of Fame ; il y est introduit en 1992 comme membre des Yardbirds, puis en 2009, intronisé par Jimmy Page, en tant qu'artiste solo.

## Biographie

### Jeunesse et début de carrière
Fils d'Arnold et Ethel Beck, Geoffrey Arnold Beck naît le 24 juin 1944, au 206 Demesne Road, Wallington, dans la banlieue sud de Londres. À dix ans, le jeune Geoffrey Beck chante dans une chorale d'église. À 12 ans, il apprend à jouer sur une guitare empruntée, puis fait plusieurs tentatives pour construire son propre instrument. Dans son livre, Mo Foster cite Beck, en disant :

« La touche était si mauvaise que ce n'était pas jouable avec un capo à la cinquième frette. Je me suis intéressé à la guitare électrique avant même de connaître la différence entre électrique et acoustique. La guitare électrique semble être une planche de bois tout à fait fascinante avec des boutons et des interrupteurs dessus. Il fallait absolument que j'en aie une. »

[réf. nécessaire]
Le premier guitariste qui aurait impressionné Jeff Beck serait Les Paul. Cliff Gallup, le guitariste soliste de Gene Vincent et des Blue Caps, a été une autre influence musicale précoce, suivie par BB King et Steve Cropper. Après avoir quitté l'école, Jeff Beck étudie au Wimbledon College of Art, puis travaille dans divers métiers : peintre-décorateur, jardinier, peintre industriel, etc. La sœur de Jeff Beck le présente alors à Jimmy Page, et il devient par la suite guitariste de studio.

### Les Yardbirds

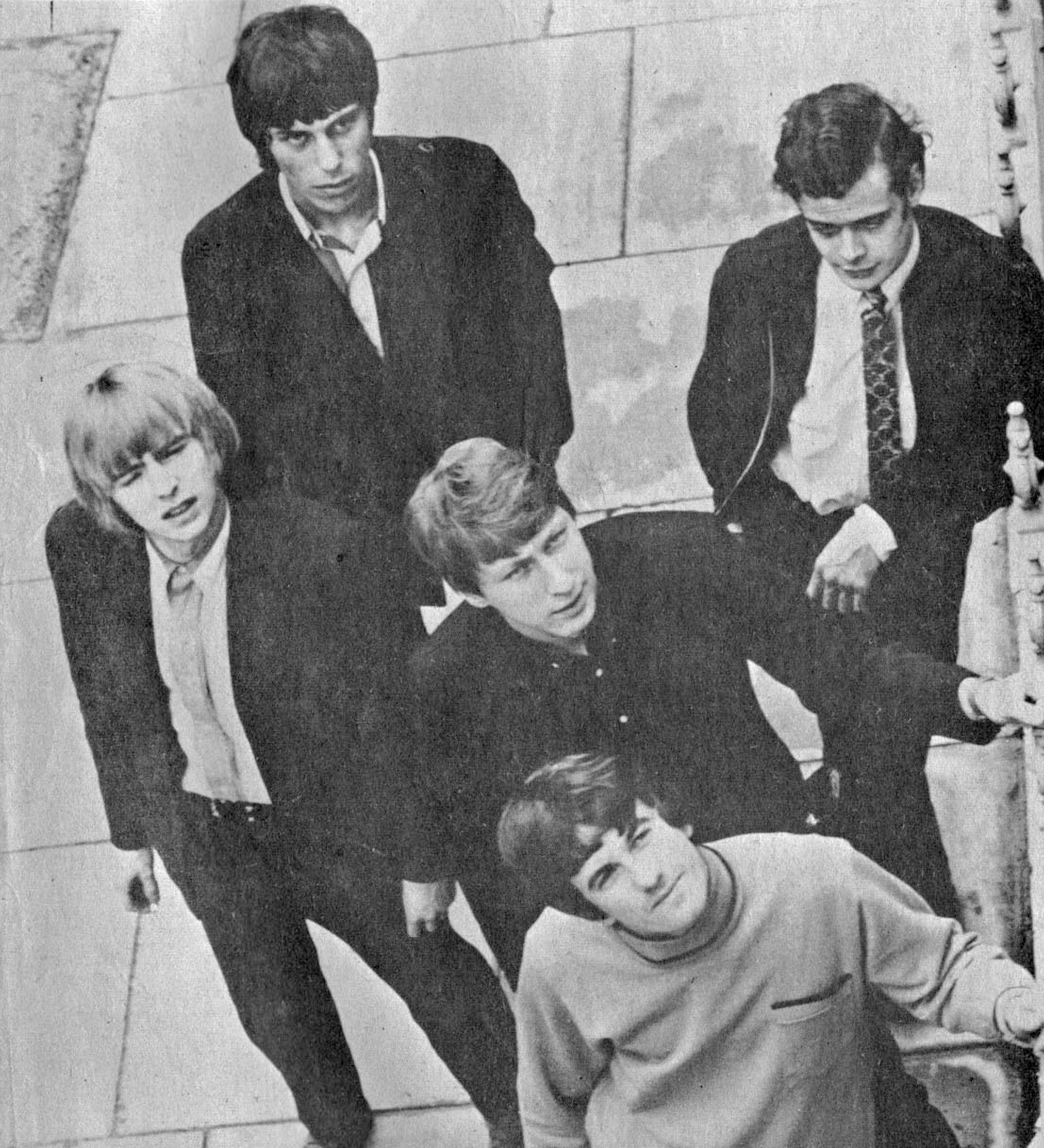
Jeff Beck (en haut, à gauche) avec les Yardbirds en 1965.

En 1965, Jeff Beck rejoint les Yardbirds, sur une recommandation de Jimmy Page (que les Yardbirds auraient initialement souhaité avoir pour guitariste) après le départ d'Eric Clapton pour John Mayall's Bluesbreakers, juste après le premier grand succès du groupe, For Your Love.
En 1966, les Yardbirds se retrouvent avec deux des plus grands guitaristes anglais de leur époque : Jeff Beck et Jimmy Page, jusqu'alors cantonné à un rôle de musicien de studio. On peut les voir dans le film Blow-Up de Michelangelo Antonioni, sorti en 1966. C'est d'ailleurs la seule façon de voir Jimmy Page et Jeff Beck à la guitare jouant ensemble dans les Yardbirds pendant cette courte période. Ils y tiennent le rôle d'un groupe jouant dans un club, dans une scène du film au cours de laquelle Beck, à la demande du réalisateur (qui se référait aux manies du guitariste de The Who, inspirateurs de la scène), excédé par le son médiocre, casse son instrument en le frappant sur le sol. La  guitare brisée est une Höfner, achetée pour l'occasion par la production, car le guitariste ne voulait pas détruire son propre instrument.
Il est alors un des premiers guitaristes à expérimenter la distorsion (notamment en 1966 sur l'album Roger the Engineer, le seul album studio qu'il enregistre avec les Yardbirds), le feed back et la fuzz box. C'est cette redéfinition du son et du rôle des guitares électriques initiée aussi par Dave Davies des Kinks dès 1964, et Keith Richards l'année suivante, qui inspirera les expérimentations sonores de Jimi Hendrix.
Pour diverses raisons, de santé notamment, Jeff Beck quitte le groupe au bout de 18 mois, fin 1966. C'est pendant ses années de présence que le groupe a enregistré la plupart de ses succès classés au Top 40 britannique.

### Le Jeff Beck Group

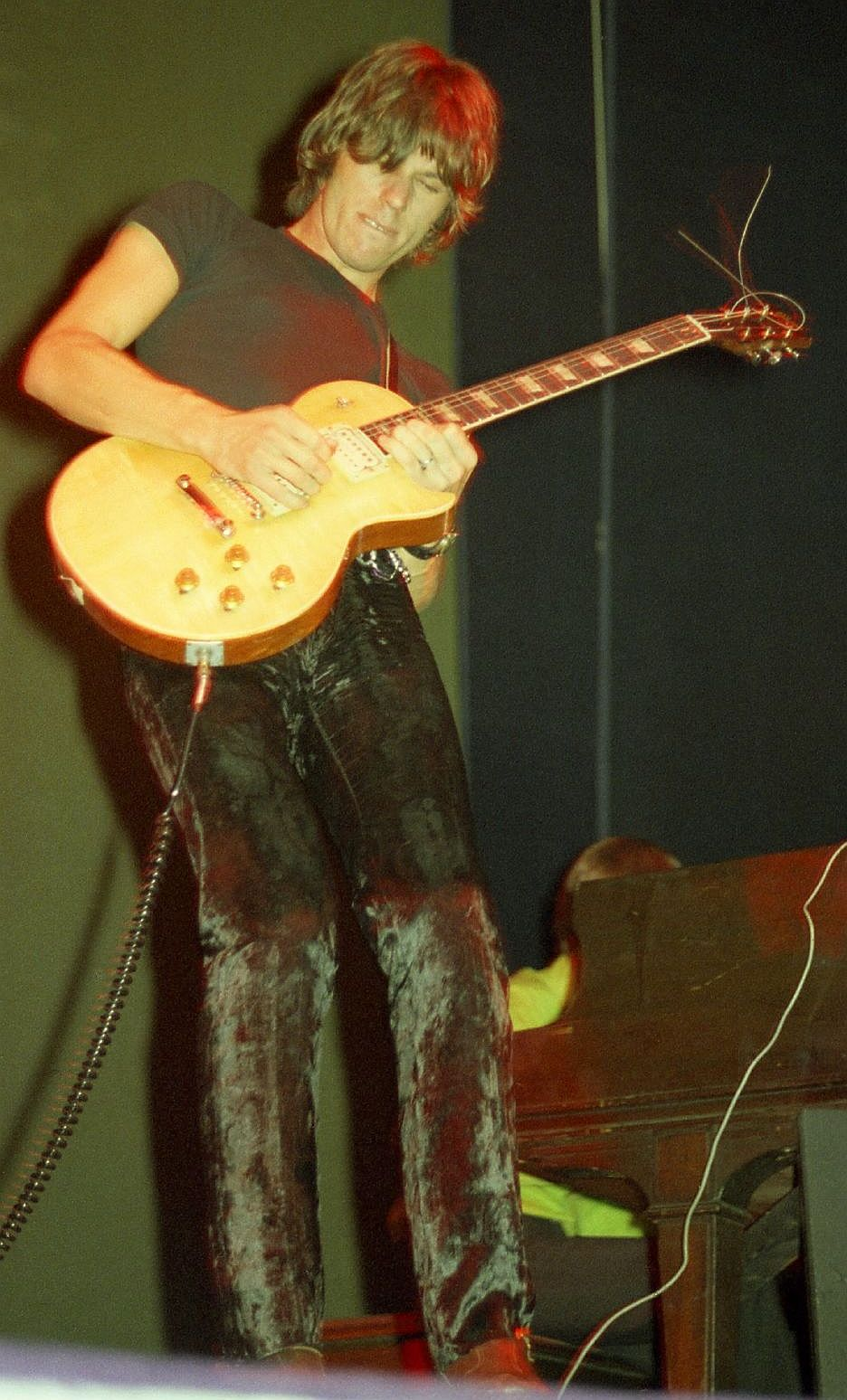
Jeff Beck en 1968.

L'année suivante, en février, après enregistrement de la chanson Beck's Bolero (avec Jimmy Page, John Paul Jones, Nicky Hopkins, et Keith Moon) et deux singles solo au Royaume-Uni, (Hi Ho Silver Lining et Tallyman) il forme le Jeff Beck Group avec Rod Stewart au chant, Ron Wood à la basse, Mick Waller à la batterie (remplacé par Tony Newman sur Beck-Ola) et Nicky Hopkins au piano. Le groupe produit alors deux albums, Truth en 1968 et Beck-Ola en 1969. À cause de frictions dans le groupe, Stewart et Wood partent en 1969, quelques semaines avant le Festival de Woodstock auquel le groupe devait participer. Rod Stewart et Ron Wood remplacent alors Steve Marriott au sein des Small faces rebaptisés Faces, tandis que Ron Wood deviendra guitariste des Rolling Stones en 1975 à la suite du départ de Mick Taylor, à une époque où Jeff Beck se plaisait à réaliser des sessions en compagnie des Rolling Stones, en prévision de l'album Black and Blue.
Le travail de Beck avec les Yardbirds et l'album de 1968 Truth du Jeff Beck Group sont les premières influences du heavy metal, dont l'émergence date des années 1970. Truth et Beck-Ola sont de relatifs succès commerciaux (Truth atteint la 15e place des Billboard Charts) et critiques. La chanson You Shook Me de Willie Dixon a été également reprise par Led Zeppelin sur leur premier album. En 1967, Pink Floyd voulait Beck pour guitariste après le départ de Syd Barrett, mais cela n'est jamais arrivé. Nick Mason se rappelle dans son autobiographie : "Aucun d'entre nous n'a eu le culot de lui demander".
Après l'éclatement du groupe, il participe à Music From Free Creek, un projet de super session, et joue sur quatre chansons, dont une coécrite par Beck lui-même. Un projet de groupe avec Tim Bogert et Carmine Appice de Vanilla Fudge, en fin de contrat, échoue à cause d'un accident de voiture et une fracture du crâne de Beck. Après sa guérison, le groupe Cactus a déjà été formé par Appice et Bogert. Il forme un groupe avec des membres entièrement nouveaux. Sa première recrue est le batteur Cozy Powell. Beck, Powell et le producteur Mickie Most vont aux États-Unis pour enregistrer plusieurs morceaux aux studios Motown avec leurs instrumentistes résidents, mais les résultats sont restés inédits. En avril 1971, Beck finalise la composition d'un nouveau groupe avec le guitariste et chanteur Bobby Tench, le claviériste Max Middleton et le bassiste Clive Chaman. Le nouveau groupe est désigné comme Jeff Beck Group et a un son très différent du premier line-up.
Rough and Ready (octobre 1971) est le premier album enregistré par cet ensemble. Beck signe ou cosigne six des sept titres de l'album. Rough and Ready inclut des éléments de soul, de rhythm and blues et de jazz, préfigurant la direction que la musique de Beck prendrait plus tard dans la décennie.
Un deuxième album, intitulé Jeff Beck Group (juillet 1972), est enregistré aux studios TMI de Memphis, Tennessee, avec Steve Cropper comme producteur. Cet album dénote une forte influence soul, cinq des neuf pistes étant des reprises de morceaux américains dans ce style. I Got To Have A Song a été la première des quatre compositions de Stevie Wonder reprises par Beck. Peu de temps après la sortie de cet album, le Jeff Beck Group est officiellement dissous.

### Beck, Bogert and Appice

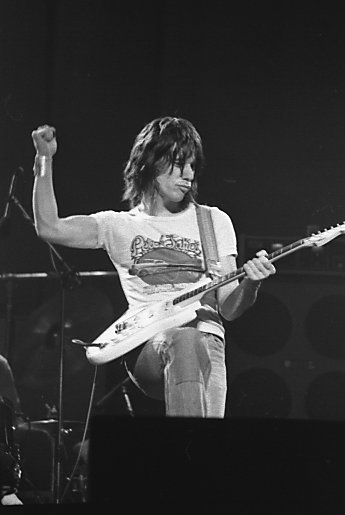
Jeff Beck en 1973.

Jeff Beck renoue alors avec sa vieille ambition de travailler avec le bassiste Tim Bogert et le batteur Carmine Appice, redevenu disponible après la disparition de Cactus. Beck termine sa tournée avec le Jeff Beck Group en août 1972 pour remplir des obligations contractuelles avec son promoteur, avec un nouveau line-up dont Bogert, Appice, Max Middleton et le chanteur Kim Milford font partie. Après seulement six concerts Milford est remplacé par Bobby Tench, arrivé du Royaume-Uni à temps pour le concert au Arie Crown Theatre de Chicago, et qui sera présent pour le reste de la tournée. La tournée se termine au Paramount North West Theatre à Seattle.
Après cette tournée américaine, Tench et Middleton quittent le groupe alors que Beck forme le trio Beck, Bogert and Appice. Appice tient le chant solo, avec de temps en temps le support vocal de Bogert et Beck. Encore présenté comme le Jeff Beck Group, le trio est programmé à Rock at The Oval en 1972, qui marque le lancement d'une tournée au Royaume-Uni, aux Pays-Bas et en Allemagne. Une tournée américaine commence en octobre 1972, à partir de la Floride et du Hollywood Sportatorium, et se conclut le 11 novembre 1972 à La Nouvelle-Orléans.
En avril 1973, l'album Beck, Bogert and Appice sort (chez Epic Records) avec l'association en studio tant attendue des trois instrumentistes. Les critiques saluent les prouesses instrumentales de l'album mais le succès commercial n'est pas là, sauf pour la reprise du hit de Stevie Wonder Superstition. Le 3 juillet 1973, Beck apparaît en tant qu'invité dans la tournée Ziggy Stardust de David Bowie, il rejoint Bowie et les Spiders from Mars sur scène pour interpréter The Jean Genie / Love Me Do et Around and Around (de Chuck Berry) aux côtés de Mick Ronson (dont Jeff Beck était l'une des grandes influences). Même si le spectacle a été enregistré et filmé, aucune des éditions publiées n'inclut les performances avec Beck.
Au cours d'octobre 1973, Beck enregistre pour Michael Fennelly sur l'album Lane Changer et participe à des séances avec Hummingbird, un groupe dérivé du Jeff Beck Group, mais ne contribue pas à leur premier album éponyme.
Au début de janvier 1974, le groupe a joué au Rainbow Theatre, dans le cadre d'une tournée européenne. Le concert a été diffusé dans son intégralité dans l'émission américaine Rock Around the World en septembre de la même année. Ce fut la dernière œuvre enregistrée par le groupe. Les compositions qui étaient destinées à un deuxième album studio ont été incluses sur le bootleg At Last Rainbow. Les pistes Blues Deluxe et BBA Boogie de ce concert ont plus tard été incluses sur la compilation Jeff Beck Beckology (1991).
Beck, Bogert and Appice est dissous en avril 1974, avant que leur deuxième album studio (produit par Jimmy Miller) ait été terminé. Cela a conduit leur album live, Beck, Bogert and Appice Live in Japan enregistrés lors de leur tournée 1973 du Japon, à n'être sorti qu'en février 1975 par Epic / Sony.

### Carrière solo

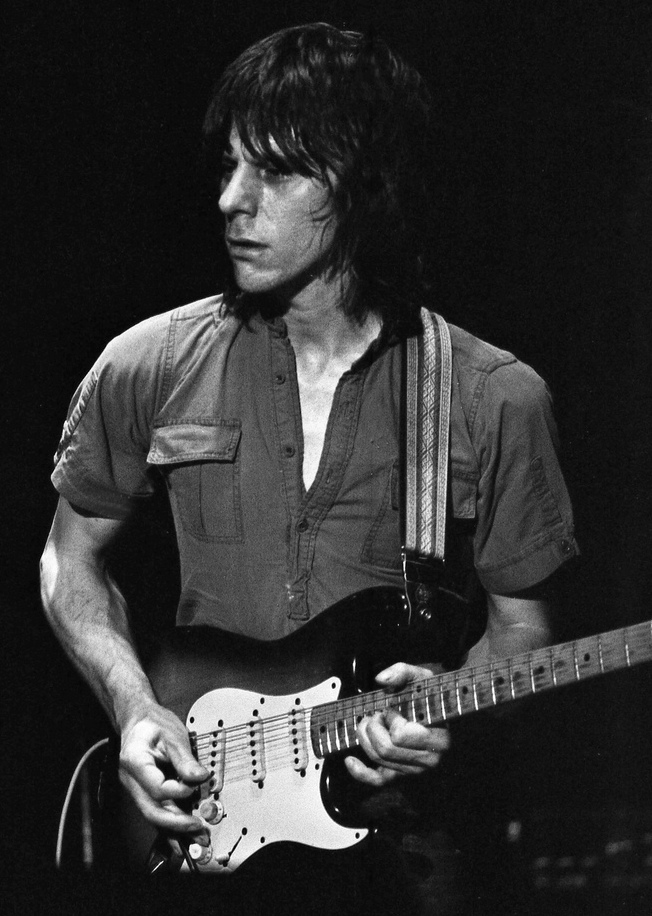
Jeff Beck en 1979.

Après une récupération de quelques mois, Jeff Beck entre au studio Underhill en 1974 pour travailler sur de nouvelles idées. Il y rencontre le groupe Upp (en), qu'il recrute en tant qu'instrumentistes pour son apparition dans l'émission de télévision de la BBC "Guitar Workshop" en août 1974. Beck produit et joue sur leur premier album éponyme. Beck produit aussi leur deuxième album This Way Upp sorti en 1976 et joue sur les pistes "Dance Your Troubles Away" et "Don't Want Nothing To Change", bien que sa contribution au deuxième album ne soit pas créditée au départ.
En octobre 1974, Beck commence à enregistrer des instrumentaux aux studios AIR. Au cours de ces sessions, il travaille avec le claviériste Max Middleton, le bassiste Phil Chen et le batteur Richard Bailey, avec George Martin en qualité de producteur et arrangeur. Blow by Blow (mars 1975) provient de ces séances. Il est présenté comme une prouesse technique de Beck dans le domaine du jazz-rock. L'album a atteint le numéro quatre dans les charts et est présenté comme le plus grand succès commercial de Beck. Jeff Beck est très méticuleux sur le doublage et, souvent mécontent de ses solos, il retourne aux AIR Studios pour enregistrer ses parties jusqu'à ce qu'il soit convaincu qu'il a fait de son mieux. Quelques mois après la fin des sessions, George Martin reçoit un appel téléphonique de Jeff Beck qui veut enregistrer une nouvelle session. Amusé, Martin aurait répondu: "Je suis désolé, Jeff, mais le disque est dans les magasins !" 
En 1975, Jeff Beck met sur pied un groupe pour une tournée américaine qui est précédée d'un concert inopiné à Londres. Il fait une tournée en avril et mai 1975, la plupart du temps avec le Mahavishnu Orchestra, en conservant Max Middleton aux claviers, mais avec la collaboration de Wilbur Bascomb (basse) et du batteur de studio Bernard "Pretty" Purdie. Au cours de cette tournée, il participe au World Rock Festival de Yuya Uchida en jouant un total de huit chansons avec Purdie. En outre, il a joué une séquence instrumentale de guitare et percussions avec Johnny Yoshinaga et, à la fin du festival, rejoint pour une jam par le bassiste Felix Pappalardi de Mountain et le chanteur Akira Joe Yamanaka du Flower Travellin' Band. Seule la partie avec Purdie est enregistrée et publiée.
Il[Qui ?] est suivi d'un album en collaboration avec le claviériste Jan Hammer et le batteur et compositeur Narada Michael Walden Wired (1976), qui connaît autant de succès et est enregistré dans un style proche de celui de ses deux collaborateurs. La reprise de Goodbye Pork Pie Hat, standard de jazz, lui vaudra une lettre de félicitations de la part de son compositeur, Charles Mingus. Pour promouvoir l'album, Beck se joint au Jan Hammer Group pour donner un concert avec Alvin Lee à The Roundhouse en mai 1976, avant d'entamer une tournée mondiale de sept mois. Il en résulte un live de 1977, le Live with the Jan Hammer Group.
À ce moment, Jeff Beck est un évadé fiscal et s'installe aux États-Unis, où il reste jusqu'à son retour au Royaume-Uni à l'automne de 1977. Au printemps de 1978, il commence à répéter avec le bassiste Stanley Clarke et le batteur Gerry Brown, en vue d'un concert au Festival de Knebworth, mais Brown finit par abandonner cette idée. Beck fait une tournée de trois semaines au Japon, en novembre 1978, avec un groupe composé de Clarke et de nouveaux arrivants Tony Hymas (claviers) et Simon Phillips (batterie) du groupe de Jack Bruce ». Il commence ensuite à travailler sur un nouvel album aux Ramport Studios du groupe The Who à Londres et enregistre très progressivement tout au long de 1979, pour arriver à la sortie de There and Back en juin 1980. Sur cet album, trois morceaux ont été composés et enregistrés avec Jan Hammer, et cinq autres écrits avec Hymas. Stanley Clarke a été remplacé par Mo Foster à la basse, à la fois sur l'album et les performances ultérieures. Sa sortie a été suivie par une grande tournée aux États-Unis, le Japon et le Royaume-Uni.
Il participe aux concerts The secret Policeman's other ball organisés au profit d'Amnesty International, aux côtés de Sting, Eric Clapton et Phil Collins notamment, du 9 au 12 septembre 1981. Un album témoigne de l'évènement, où il contribue par le titre "'Cause We've Ended as Lovers" (morceau que Stevie Wonder avait écrit pour Syreeta). On pourra aussi se régaler du duel incroyable que se livrent Beck et son ami Clapton sur "Crossroad" et "Further Up the Road", ainsi que sa participation au final "I Shall Be Released", avec Sting au chant. En 1984, il participe à l'enregistrement de l'EP The Honeydrippers: Volume One de The Honeydrippers, groupe formé par Robert Plant après la séparation de Led Zeppelin, aux côtés de Jimmy Page. Il joue sur deux chansons de l'enregistrement.
Dans les années 1980 et 1990, Jeff Beck enregistre de façon sporadique (à cause d'acouphènes notamment). There and Back connaît un succès modéré malgré la présence d'un de ses morceaux les plus appréciés, The Pump. Puis il enregistre Flash (1985), avec la collaboration de Rod Stewart, qui lui vaut son premier Grammy Award pour le morceau Escape Song, Guitar Shop (1989), avec Terry Bozzio et Tony Hymas, Frankie's House (Music from the original soudtrack) avec Jed Leiber au clavier en 1992, Crazy Legs (1993), avec les Big Town Playboys Who Else (1999), et You Had It Coming (2001).
En 1988, Jeff Beck apparaît dans le film Jumeaux. Il interprète quatre titres : Green Onions, The Stumble, The train kept a-rollin' et surtout I'd die for this dance sur scène avec Nicolette Larson, Terry Bozzio et Tony Hymas.
Jeff Beck gagne son troisième Grammy Award (celui de la meilleure performance instrumentale rock) pour le morceau Dirty Mind extrait de You Had It Coming.

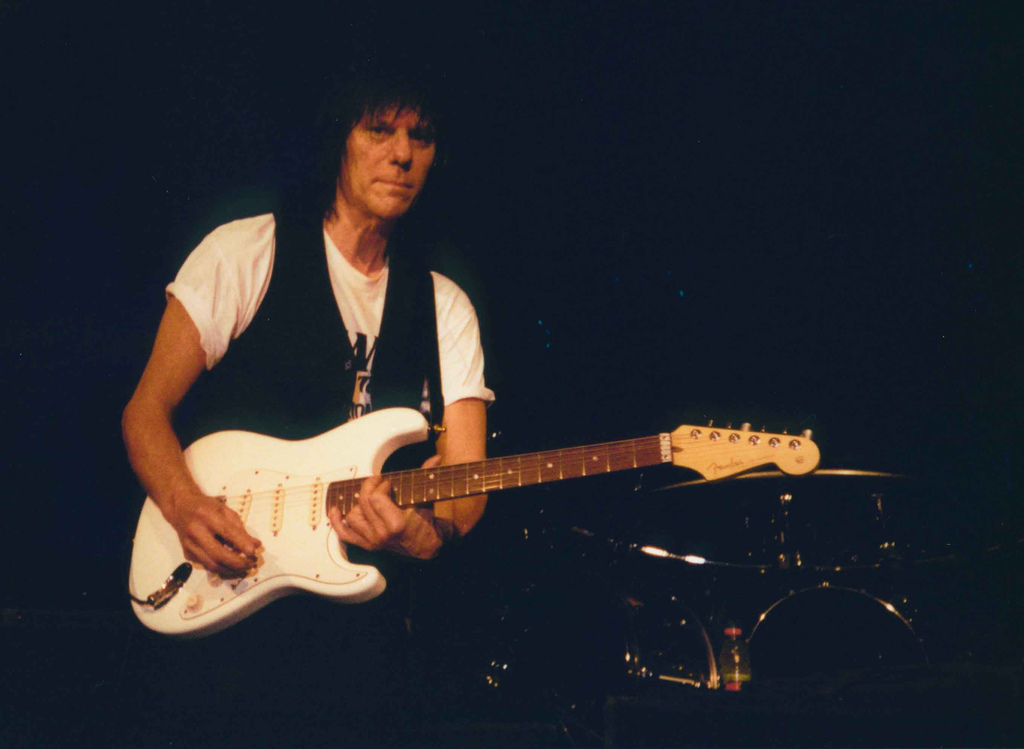
Jeff Beck en 2001.

Pour la première fois après la dissolution des Yardbirds en 1966, Jeff Beck partagea la scène avec ses camarades Eric Clapton et Jimmy Page, au cours du ARMS Charity Concert donné en l'honneur de Ronnie Lane en 1983 avant d'accompagner Clapton à plusieurs reprises lors de ses tournées de juin 1993 (Apollo Theater de New York, aux États-Unis) à février 2009 (stade Saitama Super Arena, Japon). En 1992, Jeff apparaît sur l'album Amused to death de Roger Waters.
L'album de 2003, Jeff marque l'ancrage dans le style electro-guitare utilisé lors des deux albums précédents. Le morceau Plan B de cet album lui doit son quatrième Grammy Award, une autre fois pour meilleure performance instrumentale rock.
Beck a été invité en guest star sur l'album True Love de Toots and the Maytals, où il joue sur le titre "54-46 Was My Number", album a gagné le Grammy du meilleur album reggae en 2004.
Beck participe aux quatre festivals de guitare Crossroads organisés par Eric Clapton au stade Cotton Bowl de Dallas en juin 2004, au Toyota Park Centre de Bridgeview en 2007 et 2010, ainsi qu'au Madison Square Garden de New York en avril 2013.
En 2007, il enregistre un album et un DVD live au légendaire club de Jazz Ronnie Scott's, avec Tal Wilkenfeld, Vinnie Colaiuta et Jason Rebello, et en invités spéciaux les chanteuses Joss Stone et Imogen Heap ainsi qu'Eric Clapton. Il reçoit un Grammy Award pour sa reprise instrumentale de A Day In The Life des Beatles.
Les deux camarades se retrouveront de nouveau sur scène au stade O2 Arena de Londres du 13 au 14 février 2010. C'est cette même année qu'un incident assez inattendu s'est produit : Beck s'est coupé le bout de l'index de la main gauche en coupant des carottes, heureusement l'incident fut bénin puisque le doigt fut remis en place le lendemain.
En avril 2009, Jeff Beck est entré dans le Rock and Roll Hall of Fame and Museum, le Musée et le Panthéon du Rock and Roll. Il y donne un concert. Le 4 avril 2009, il est rejoint sur scène par David Gilmour au Royal Albert Hall. Dans les notes de l'album Emotion & Commotion, il explique que cette prestation lui a inspiré le morceau Hammerhead.
En 2010, il revient avec un nouvel album, Emotion and Commotion, enregistré avec la participation d'un orchestre et des trois chanteuses Joss Stone, Olivia Safe et Imelda May. Les inspirations sont très variées : reprises de Jeff Buckley, compositions avec son claviériste Jason Rebello, reprises de musiques de film, d'opéra. Dans l'essentiel de ces reprises, la guitare de Jeff Beck remplace la partie chantée sur l'original. Il se sépare de Vinnie Colaiuta et Tal Wilkenfeld (qui rejoignent le groupe de Herbie Hancock), qu'il remplace par Rhonda Smith (ancienne bassiste de Prince) et Narada Michael Walden pour son Tour 2010.
Il donne un concert en hommage à Les Paul à l'Iridium Jazz Club les 8 et 9 juin 2010 en compagnie de Imelda May. La performance sort sur DVD et CD sous le nom de Jeff Beck: Rock ‘N’ Roll Party Honoring Les Paul le 22 février 2011.

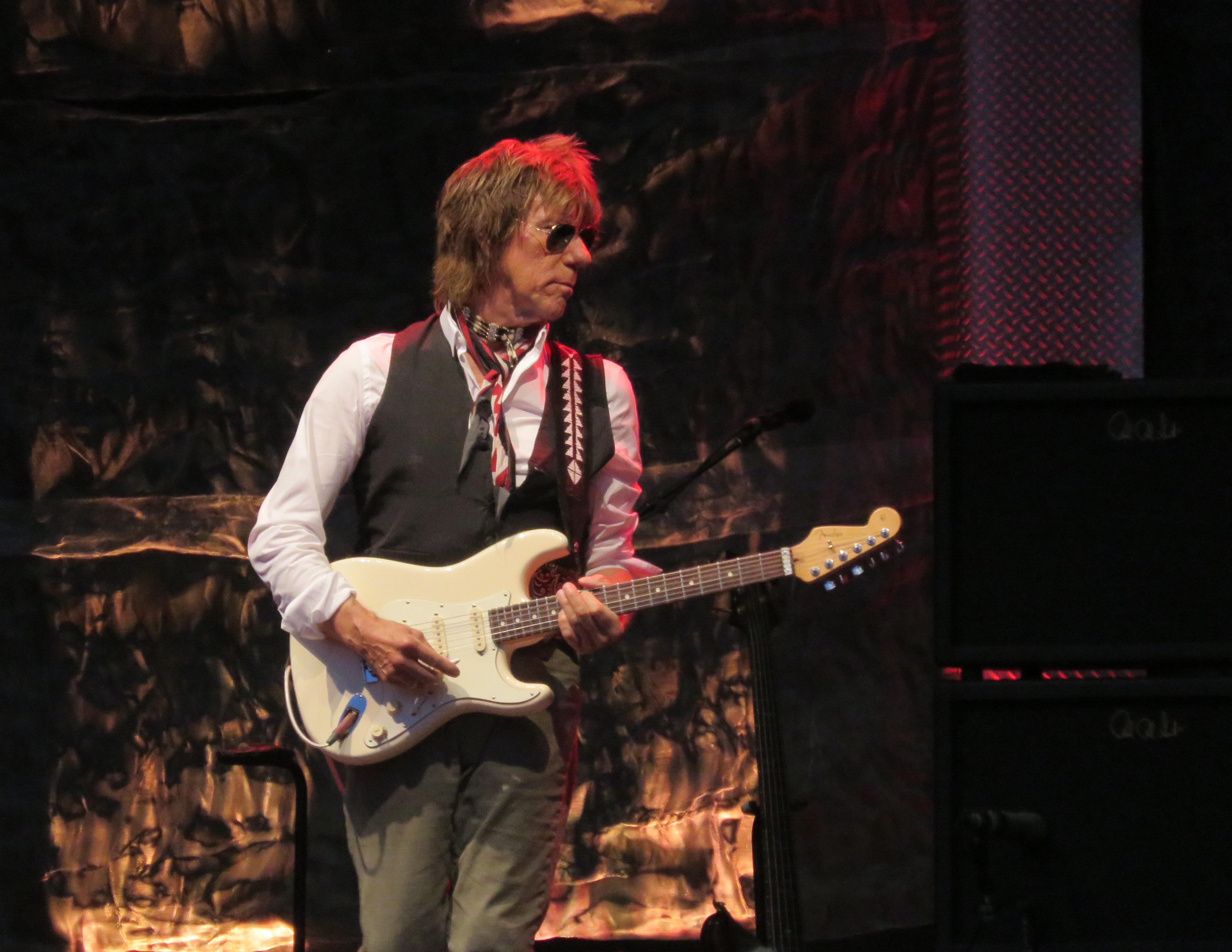
Jeff Beck en concert en 2016.

En 2011, il est sélectionné pour cinq Grammy Awards avec son album Emotion & Commotion, ce qui fait de lui l'artiste rock instrumental détenteur du plus grand nombre de nominations cette année-là, plus deux pour sa collaboration avec Herbie Hancock sur The Imagine Project. Trois récompenses lui sont finalement revenues : une pour sa collaboration avec Herbie Hancock, une pour la meilleure participation instrumentale de rock avec Hammerhead, une pour la meilleure participation instrumentale pop avec Nessun Dorma.
Le 21 février 2012, en compagnie d'autres artistes et musiciens, Jeff Beck est invité à jouer à la Maison Blanche, devant le Président Obama. Il se produit avec la bassiste Rhonda Smith et la batteuse Veronica Bellino.
En 2016, Jeff Beck s'associe avec Carmen Vandenberg et Rosie Bones du groupe britannique de rock garage Bones pour sortir l'album Loud Hailer.

### Dernier album et mort
Jeff Beck sort son dernier album studio, intitulé 18, en juillet 2022. Le guitariste s'entoure notamment de Johnny Depp, avec lequel il effectue sa dernière tournée,. Sa dernière prestation sur disque est entendue sur un single caritatif, initié par Mark Knopfler, qui sera lancé le 15 mars 2024, au profit du Teenage Cancer Trust (en) et du Teen Cancer America. Cette reprise de l'instrumental de 1983 Going Home: Theme of the Local Hero (en) a été enregistrée en collaboration avec une soixantaine de guitaristes, dont David Gilmour, Eric Clapton et Steve Vai, avec Sting à la basse, Ringo Starr et son fils Zak à la batterie et Roger Daltrey à l'harmonica.
Il meurt le 10 janvier 2023 dans le Sussex de l'Est, à l'âge de 78 ans, après avoir contracté une méningite bactérienne. Il est inhumé au cimetière de St Mary the Virgin, à Beddington, dans le Grand Londres.

## Jeu et technique

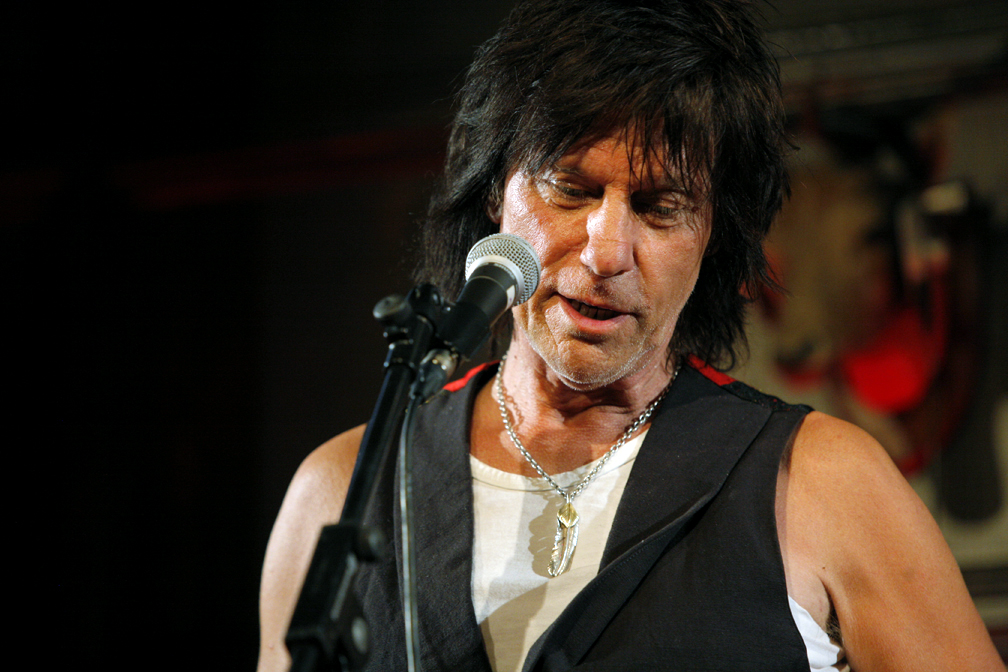
Jeff Beck aux Mojo Awards de 2009

Beck fut pionnier dans le travail du son par le réglage de l'amplification, et ceci dès les Yardbirds en 1965. Il comprit très vite l'utilisation qu'il pouvait faire du couple guitare-ampli dans les petites salles bondées où les Yardbirds se produisaient. Le matériel, de puissance limitée, et donc poussé à fond, souvent de mauvaise qualité et rafistolé tant bien que mal, produisait force larsen que Jeff se chargea de contrôler pour accoucher d'un son tout à fait révolutionnaire pour l'époque.
De plus, il fut l'un des premiers guitaristes de rock à utiliser le vibrato comme un instrument à part, qui fait partie intégrante de son jeu. Il s'appuie sur lui pour apporter de nombreuses modifications au son et à sa justesse. L'exemple le plus frappant est le morceau Where Were You? sur l'album Jeff Beck's Guitar Shop. Jeff l'utilise, combiné au bouton de volume, pour changer de ton et obtenir des effets de liaison entre les notes, qui rappelle une scie musicale. Beck est également connu pour réussir à obtenir un son très pur sur certains morceaux. Cette réussite tient notamment à l'usage des doigts nus au lieu de médiators pour pincer les cordes de son instrument.
Beck maîtrise un grand nombre de techniques de guitare, dont le tapping et le bottleneck sont certainement les plus notables. Outre cela, il utilise de nombreux effets, dont la distorsion, les effets d'écho (delay), wah-wah, des pédales de fuzz, ou encore la talkbox (mélange de la guitare et de la voix) qu'il utilise sur sa reprise de She's a Woman des Beatles.
Sa voix ne se prêtant pas bien au chant, on ne l'entend que sur très peu de ses enregistrements (la chanson The Nazz Are Blue des Yardbirds, avec Rod Stewart sur Let Me Love You de l'album Truth, et sur son single Hi Ho Silver Lining), c'est pourquoi il a souvent recours à des vocalistes.
Beck joue également de la basse, et joue parfois à « aider » son bassiste en concert, se glissant dans son dos et jouant sur les cordes du haut tandis que l'autre utilise celles du bas.

## Matériel

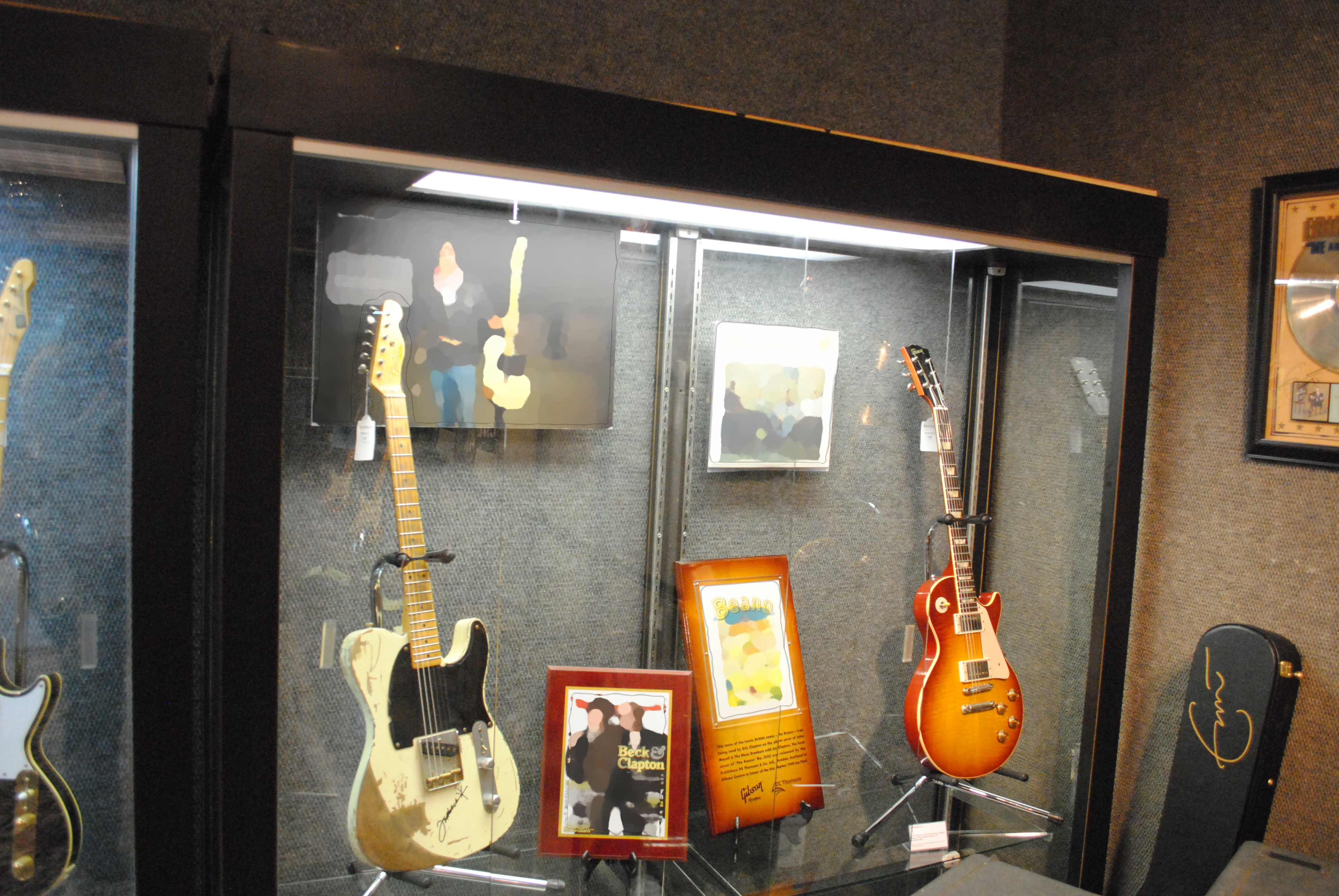
Réplique d'une Fender Esquire Jeff Beck 2006 et une Gibson Les Paul Standard d'Eric Clapton Beano Tribute Model 2010.

Jeff Beck utilise principalement des Fender Stratocaster et Telecaster, et des Gibson Les Paul, et des amplificateurs de marque Marshall ou Fender essentiellement.
Fender sort en 1991 une Stratocaster signature Jeff Beck pourvue de micros Lace Sensor Gold en formation H/S/S avec un humbucker en position chevalet, un switch pour passer le micro double en micro simple et un manche au profil large en forme de U avec une touche en palissandre et 22 frettes jumbo, des mécaniques Schaller bloquantes et un sillet LSR à billes. Ce modèle est remis à jour en 2001 avec un manche plus mince au profil asymétrique facilitant l'accès aux aigus et les micros Lace Sensor sont remplacés par des micros Hot Noiseless aux aimants céramiques. La « Jeff Beck Stratocaster » existe également en version Custom Artist fabriquée par le Fender Custom Shop depuis 2004.[réf. nécessaire]
Jeff a utilisé des guitares de marque Gibson au début de sa carrière (des Les Paul « sunburst », et une « goldtop » de 1954, repeinte dans une teinte brune, dite « Oxblood ») qu'il reprend à certaines occasions. Sa Fender Esquire de 1954 utilisée pendant sa période avec les Yardbirds avec des amplificateurs Vox AC30 est au Rock and Roll Hall Of Fame. Le Fender Custom Shop sortit une reproduction fidèle de cette guitare sous la forme d'une édition limitée de 150 exemplaires en 2006.
Il possède également une Gretsch Duo Jet, utilisée sur l'album Crazy Legs, une Jackson Soloist et une Fender Telecaster avec lesquelles il apparaît aux concerts de charité pour l'ARMS (en) en 1983.

## Récompenses
Il a remporté huit Grammy Awards, le premier étant celui de la Grammy Award de la meilleure prestation rock instrumentale pour « Escape » de l'album Flash aux Grammy Awards de 1986.
L'astéroïde (38431) Jeffbeck est nommé en son hommage.

## Discographie

### Yardbirds

#### Albums studio
- 1965 : Having A Rave Up With The Yardbirds - Jeff Beck joue sur la face A alors que Eric Clapton joue sur la face B
- 1966 : Over Under Sideways Down

#### Bandes Originales de films
- 1967 : Blow-Up - The Original Soundtrack Album - Les Yardbirds avec Jeff Beck et Jimmy Page jouent sur Stroll On
- 1992 : Frankie's House

#### Compilations
- 1967 : The Yardbirds Greatest Hits
- 1970 : Featuring Performances By: Jeff Beck, Eric Clapton & Jimmy Page
- 1993 : The Yardbirds Story - Coffret de 4 CD
- 1999 : Stroll On, Collection Les Génies Du Rock (sous le nom de Jeff Beck seul)
- 2001 : Ultimate!
- 2011 : Glimpses 1963–1968 - Coffret de 5 CD

### Jeff Beck Group
- 1968 : Truth - Groupe formé de Ron Wood basse, Rod Stewart chant et Micky Waller batterie. - Avec Jimmy Page, John Paul Jones, Aynsley Dunbar, Keith Moon, Nicky Hopkins
- 1969 : Beck-Ola
- 1971 : Rough and Ready
- 1972 : Jeff Beck Group

### Beck, Bogert & Appice

#### Album studio
- 1973 : Beck, Bogert and Appice

#### Album live
- 1974 : Beck, Bogert & Appice Live (in Japan)

### Jan Hammer Group
- 1977 : Jeff Beck With the Jan Hammer Group Live

### Solo

#### Albums studio
- 1975 : Blow by Blow
- 1976 : Wired
- 1980 : There and Back
- 1985 : Flash
- 1989 : Jeff Beck's Guitar Shop
- 1992 : Frankie's House
- 1993 : Crazy Legs
- 1999 : Who Else!
- 2001 : You Had It Coming
- 2003 : Jeff
- 2010 : Emotion and Commotion
- 2016 : Loud Hailer
- 2022 : 18

#### Albums live
- 2006 : Live At BB King Blues Club
- 2006 : Live In Tokyo '99
- 2007 : Official Bootleg USA '06
- 2008 : Performing This Week... Live At Ronnie Scott's Jazz Club
- 2010 : Live and Exclusive from the Grammy Museum
- 2011 : Jeff Beck’s Rock ’n’ Roll Party: Honoring Les Paul
- 2015 : Live+

#### Compilations
- 1991 : Beckology
- 1995 : Best of Beck

### Jeff Beck With Terry Bozzio & Tony Hymas
- 1989 : Guitar Shop

## Participations
- 1968 : Insane Times de Paul Jones
- 1972 : Talking Book de Stevie Wonder - Guitare sur Superstition et Lookin' for Another Pure Love
- 1973 : Music from Free Creek Artistes Variés - Avec entre autres Keith Emerson, Eric Clapton, Todd Rundgren
- 1974 : White Lady de Badger - Solo sur la pièce-titre
- 1975 : Journey to Love de Stanley Clarke - Sur Journey to Love et Hello Jeff
- 1976 : Garden of Love Light de Narada Michael Walden
- 1978 : Modern Man de Stanley Clarke. Sur Rock'n'roll Jelly
- 1979 : I Wanna Play For You de Stanley Clarke
- 1980 : Going Home: New Songs for Children and Parents de The Candy Band
- 1981 : Voices de Murray Head
- 1981 : The Secret Policeman's Other Ball Artistes Variés - Joue sur Cause We've Ended as Lovers,  Farther Up The Road, Crossroad et I Shall Be Released
- 1981 : Tilt de Cozy Powell - Sur Cat Moves et Hot Rock
- 1982 : How Many Ways de Murray Head - Joue sur 3 chansons
- 1984 : BOX OF FROGS', de Box of Frogs - Sur Back Where I Started, Another Wasted Day, Poor Boy et Two Steps Ahead.
- 1984 : Camouflage de Rod Stewart - Sur Infatuation
- 1984 : The Honeydrippers: Volume One de The Honeydrippers - Avec Robert Plant, Jimmy Page, Brian Setzer, etc. - Sur "I Got a Woman," et "Rockin' at Midnight"
- 1984 : Mystery de Vanilla Fudge  - Sous le nom de J. Toad.
- 1984 : Private Dancer de Tina Turner - Sur Private Dancer et Steel Claw
- 1984 : Swept Away de Diana Ross
- 1985 : She's the Boss de Mick Jagger
- 1985 : Porky's Revenge - Bande Originale de Film.
- 1986 : Inside Out de Phillip Bailey - Guitare sur Back It Up - Avec Darryl Jones, Nathan East, Phil Collins, etc.
- 1986 : Carlos Santana & Jeff Beck Reunion - Disque pirate
- 1987 : Primitive Cool de Mick Jagger
- 1988 : Twins Artistes Variés - Bande Originale de Film
- 1989 : Waltz Darling de Malcolm McLaren - Joue sur House Of The Blue Danube et Call A Wave
- 1990 : Blaze of Glory de Jon Bon Jovi
- 1990 : Oyaté de Tony Hymas
- 1991 : Damn Right, I've Got the Blues de Buddy Guy - Sur Mustang Sally et Early in the Morning.
- 1992 : Amused to Death de Roger Waters
- 1993 : The Red Shoes de Kate Bush
- 1993 : Muddy Water Blues: A Tribute to Muddy Waters de Paul Rodgers - Avec David Gilmour, Trevor Rabin, etc.
- 1993 : Stone Free: A Tribute to Jimi Hendrix Artistes Variés - Sur Manic Depression avec Seal.
- 1993 : Believe in Me de Duff McKagan
- 1995 : The Promise de John McLaughlin - Sur Django
- 1995 : Spirito DiVino de Zucchero - sur Papa Perche
- 1998 : Another World de Brian May - Sur The Guv'nor
- 1999 : ¡Viva El Amor! des Pretenders
- 1999 : XXX de ZZ Top
- 2003 : I Want to Know What Love Is de Wynonna Judd - Sur What the World Needs Now Is Love
- 2003 : Birland des Yardbirds - Sur My Blind Life
- 2004 : Heart & Soul de Joe Cocker
- 2004 : True Love de Toots & The Maytals, il joue sur 54-46 Was My Number
- 2005 : Zugzwang de Ursus Minor
- 2008 : The Nagano Session de Jeff Beck With Carlos Santana And Steve Lukather - DVD
- 2008 : Slap My Hand de Jimmy Copley
- 2009 : Years of Refusal de Morrissey - Sur Black Cloud
- 2010 : The Imagine Project de Herbie Hancock
- 2013 : Fun on Earth de Roger Taylor
- 2017 : Life Love Flesh Blood de Imelda May
- 2017 : Roll with the Punches de Van Morrison - sur 5 chansons
- 2019 : Rise des Hollywood Vampires - sur Welcome to Bushwackers[19]
- 2020 : Blues with friends de Dion - Sur Can't Start Over Again en duo avec Dion
- 2022 : Patient Number 9 de Ozzy Osbourne - Sur la chanson-titre et "A Thousand Shades"
- 2024 : Going Home: Theme of the Local Hero de Mark Knopfler's Guitar Heroes[20]